# Hamilton Inlet
De Hamilton Inlet is een enorme, fjordachtige zeearm van de Labradorzee in het oosten van Canadese. De zeearm gaat zo'n 230 km ver het binnenland van de regio Labrador en omvat onder meer het grote Lake Melville.

## Geografie
Het oostelijkste gedeelte van de baai, daar waar deze overgaat in de open zee, staat bekend als de Groswater Bay. De westelijke helft van de Hamilton Inlet staat daarentegen bekend als Lake Melville. Dat is een ruim 3.000 km² metend en zoutwater bevattend estuarium. De verbinding tussen Lake Melville en de Groswater Bay verloopt via een versmalling met centraal het grote Henrietta Island.
Het deel van de Hamilton Inlet dat loopt langs de westzijde van dat eiland staat bekend als de Cul-de-Sac en het deel langs de oostzijde als de Pike Run. Bij de samenkomst van Lake Melville en de Pike Run begint The Backway, een ruim 35 km lange zeearm; deze wordt niet tot de Hamilton Inlet gerekend.

### Plaatsen
De Hamilton Inlet ligt centraal in de regio Labrador, dewelke erg dunbevolkt is. Drie plaatsen liggen aan de oevers van de enorme baai, namelijk Rigolet (aan het centrale deel) en North West River en Sheshatshiu (beide aan Lake Melville).
De veerhaven van Happy Valley-Goose Bay ligt aan de oevers van de Goose Bay, het westelijkste uiteinde van Lake Melville. De bewoningskern zelf ligt echter iets verder landinwaarts.

## Externe link

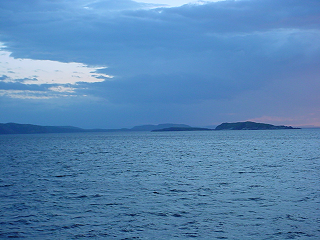
Zicht op Hamilton Inlet vanaf de veerboot tussen Happy Valley-Goose Bay en Cartwright